# Beatriz Parra Durango

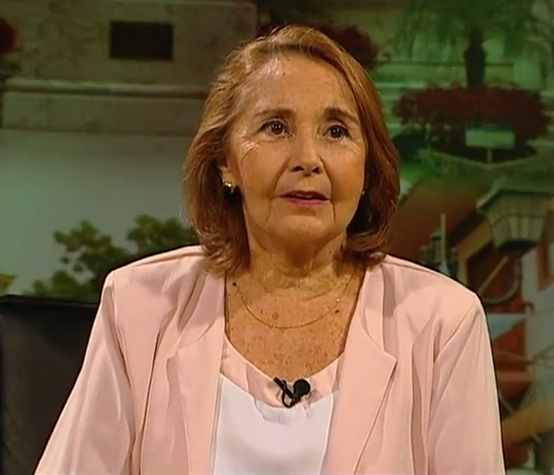
Beatriz Parra (2017)

Beatriz Parra Durango (sinh năm 1940) là một giọng nữ cao cổ điển của Ecuador.

## Giáo dục và giáo dục sớm
Parra Durango được sinh ra ở Guayaquil. Mẹ bà là nhà báo Dora Durango Lopez. Những nghiên cứu đầu tiên của bà diễn ra tại Nhạc viện Antonio Neumane ở Guayaquil, nơi bà trở thành nghệ sĩ độc tấu của dàn hợp xướng của Nhạc viện.

## Sự nghiệp
Năm 1957, bà nhận được giải nhất khi tham gia cuộc thi "Tìm kiếm tiếng nói ở Ecuador", do Nhà văn hóa và Đài phát thanh CRE tổ chức. Cùng năm đó, bà trở thành một phần của dàn diễn viên của Nhà thơ Văn hóa, và năm 1958, lần đầu tiên bà biểu diễn với tư cách là nghệ sĩ độc tấu trên sân khấu trong vai nữ công tước Carolina trong zarzuela "Luisa Fernanda". Năm 1959, bà đã hát các vai chính trong tiếng Tây Ban Nha Opera Marina dưới sự chỉ đạo của Tây Ban Nha Maestro Carlos Arijita. Năm 1960, bà đến Matxcơva bằng một học bổng do Bộ Văn hóa Liên Xô khi đó trao tặng, và học hát cổ điển tại Nhạc viện Moscow, học theo Nina Dorliak, vợ của nghệ sĩ piano Sviatoslav Richter. Bà tốt nghiệp với giải thưởng Xuất sắc năm 1966. Năm 1965, bà giành được huy chương bạc và vị trí thứ hai trong Cuộc thi Giọng hát Quốc tế do thành phố Toulouse, Pháp tổ chức. Bà hát như một nghệ sĩ độc tấu với Dàn nhạc Philharmonic của Moscow và Dàn nhạc thính phòng Moscow. Cùng năm đó, bà nhận được huy chương vàng trong Cuộc thi âm nhạc của George Enesco, Romania.
bà đã giành được một số vị trí đầu tiên trong các cuộc thi thanh nhạc ở Barcelona và Santiago de Compostela. Năm 1975, bà nhận được giải thưởng "Conchita Badía" tại Santiago de Compostela.
Đối với mười lăm năm bà là một prima donna và nghệ sĩ solo với Colombia Nhà hát Opera, nơi tiết mục của mình bao gồm verismo như Verdi và Puccini, romanticists như Donizetti và classicists như Mozart. Bà thực hiện vai trò của Michaela trong Carmen cho Bolshoi Opera House. Vào mùa thu năm 2001, bà là khách mời biểu diễn của Lễ hội văn hóa của người Bỉ.

## Cuộc sống cá nhân
Parra Durango kết hôn với Enrique Gil, người mà bà có con gái duy nhất, ca sĩ và thực tập sinh cổ điển Beatriz Gil Parra.
Hiện tại, mặc dù đã nghỉ hưu, bà dạy giọng nói với tư cách là người đứng đầu Quỹ Beatriz Parra, cùng với baritone người Armenia Konstantin Simonia.